# Nhạc hiệu UEFA Champions League
Nhạc hiệu UEFA Champions League (hay viết chính thức đơn giản là Champions League) là nhạc hiệu chính thức của UEFA Champions League do nhà soạn nhạc người Anh Tony Britten viết vào năm 1992.

## Sáng tác
Năm 1992, Liên đoàn bóng đá châu Âu đã ủy thác cho Tony Britten viết bài ca chính thức cho UEFA Champions League bắt đầu từ tháng 8 năm 1992. Ông đã sáng tác một khúc nhạc cổ điển dựa trên giai điệu chính trong Zadok the Priest (Xa-đốc Vị Tư tế) của nhà soạn nhạc lừng danh người Đức George Frideric Handel, ra đời năm 1727 nhân lễ đăng cơ của Vua George II. Tony Britten thừa nhận rằng, "có một đoạn nhạc cất cao lên mà tôi lấy ý tưởng từ Handel và sau đó tôi viết giai điệu của riêng mình. Nó mang lại cảm giác nhạc của Handel nhưng tôi thích nghĩ rằng nó có chút khác biệt". Tuy nhiên, Britten cho biết ông không chuyên viết nhạc cho thể thao, "Tôi thích khoảnh khắc khúc nhạc dạo cất lên trước các trận đấu của Champions League, nhưng lịch làm việc kín mít khiến tôi không thể thường xuyên đi xem bóng đá. Tôi còn bận rội làm nhạc cho các chương trình truyền hình, nên chỉ xem khúc nhạc dạo của Champions League là việc tiện tay mà làm thôi". Britten còn bổ sung: "Gần đây, tiền vệ huyền thoại Stefan Effenberg của Bayern Munich từng tâm sự với tôi rằng anh ấy luôn có cảm giác có một dòng điện chạy dọc sống lưng khi nghe khúc nhạc dạo của Champions League và khẳng định đây là khúc nhạc thể thao hay nhất mọi thời đại. Nhận xét này khiến tôi sướng ngất ngây". Thế nhưng, Britten khẳng định: "Tôi không cho rằng nhạc hiệu Champions League là tác phẩm hay nhất của mình, dù rất tự hào vì nó hiện quá nổi tiếng". Tuy nhiên, Britten cho biết nhờ tác phẩm này mà ông có cơ hội đổi đời để trở thành nhà soạn nhạc kiêm giám đốc sản xuất phim của công ty riêng Capriol Films. Ông xác nhận, "Số tiền do nhạc hiệu Champions League đem lại giúp tôi có điều kiện mạo hiểm làm những việc mà trước đó chưa dám làm". Để thu âm phát lại trong các sự kiện và trận đấu của Champions League qua truyền hình, bài ca được hòa âm bởi dàn nhạc Royal Philharmonic và giọng hát của dàn đồng ca Academy of St. Martin in the Fields, sau được UEFA soạn lời ra ba ngôn ngữ chính: tiếng Anh, tiếng Pháp và tiếng Đức.

## Lời bài hát
1.
Ce sont les meilleures equipes.
Sie sind die allerbesten Mannschaften.
The main event.
Die meister, die besten.
Les grandes equipes, the champions.
2.
Une grande reunion.
Eine große sportliche Veranstaltung.
The main event.
Ils sont les meilleurs,
Sie sind die Besten,
These are the champions.
Die meister, die besten.
Les grandes equipes, the champions.
Dịch nghĩa:
1.
Đây là những đội bóng tốt nhất.
Họ đã trải qua những thử thách.
Sự kiện chính đã đến.
Những cầu thủ hàng đầu, những cầu thủ xuất sắc.
Những đội bóng lớn, những nhà vô địch.
2.
Một cuộc hội ngộ tuyệt vời.
Người hâm mộ thưởng thức các bữa tiệc thể thao.
Chính sự kiện đỉnh cao này.
Họ là những đội bóng giỏi,
Họ là những cầu thủ xuất sắc.
Đây là những nhà vô địch.
Những cầu thủ hàng đầu, những cầu thủ xuất sắc.
Những đội bóng lớn, những nhà vô địch.

## Sử dụng
Điệp khúc của nhạc hiệu được phát lên trước mỗi trận đấu trong khuôn khổ UEFA Champions League, cũng như lúc bắt đầu và kết thúc những chương trình bình luận của các trận trên truyền hình. Những phiên bản hát đặc biệt đã được biểu diễn trực tiếp tại chung kết Champions League với lời ca từ các ngôn ngữ khác nhau, thay đổi theo ngôn ngữ của nước chủ nhà đối với nhạc hiệu. Ba phiên bản được biểu diễn bởi Andrea Bocelli (người Ý) tại Rome năm 2009 và Milan năm 2016, Juan Diego Flores (người Tây Ban Nha) tại Madrid năm 2010, All Angels tại Wembley năm 2011, Jonas Kaufmann và David Garrett tại Munich năm 2012 và Mariza tại Lisbon năm 2014. Trong trận chung kết năm 2013 tại sân vận động Wembley, điệp khúc được phát đến hai lần.